# أقضية العراق

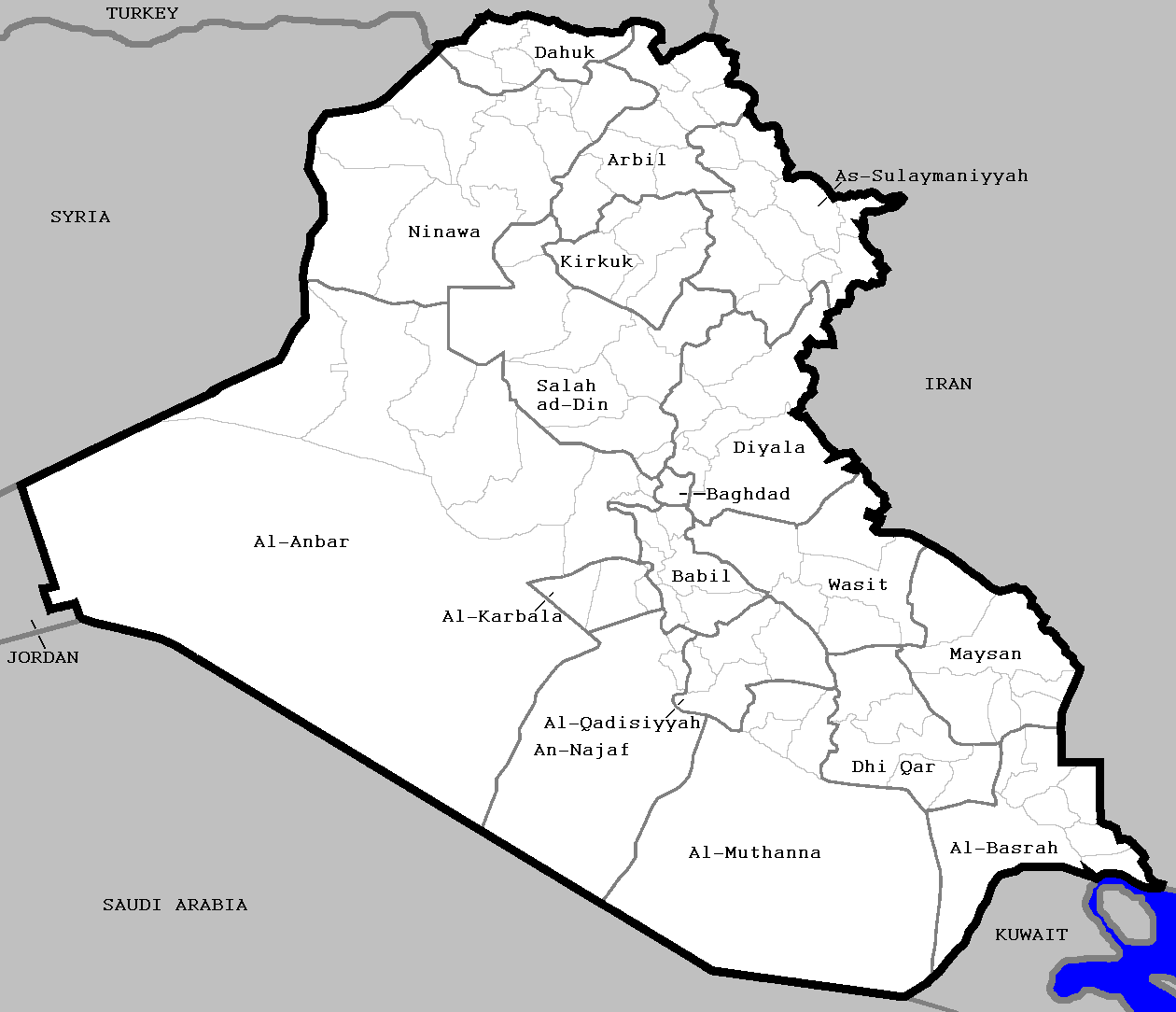
أقضية العراق

بجانب تقسيمه الإداري إلى 19 محافظة، ينقسم العراق كذلك إلى وحدات إدارية أصغر تسمى قضاء. ويوجد في العراق حالياً أكثر من 130 قضاء إداري وهي تنقسم بدورها إلى وحدات اصغر تسمى بالنواحي.

## محافظة الأنبار

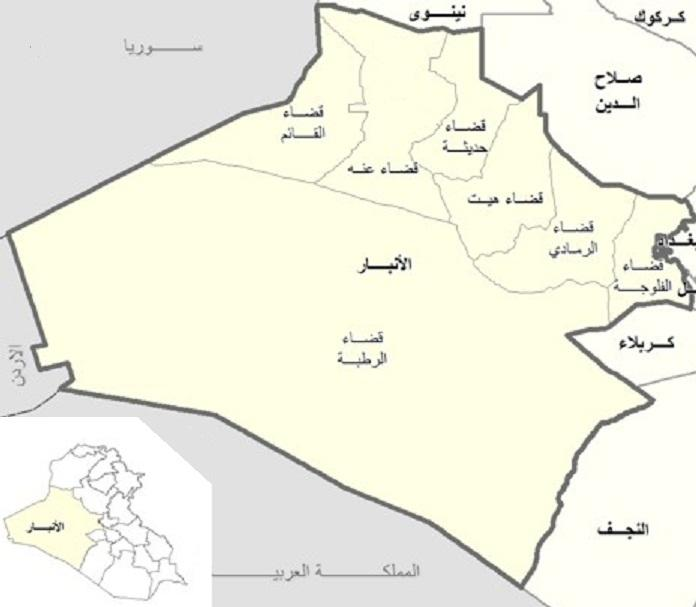

- قضاء الرمادي
- قضاء هيت
- قضاء الفلوجة
- قضاء عانة
- قضاء حديثة
- قضاء الرطبة
- قضاء القائم
- قضاء راوة
- قضاء الخالدية
- قضاء العامرية
- قضاء الكرمة

## محافظة بابل
- قضاء الحلة
- قضاء المحاويل
- قضاء الهاشمية
- قضاء المسيب

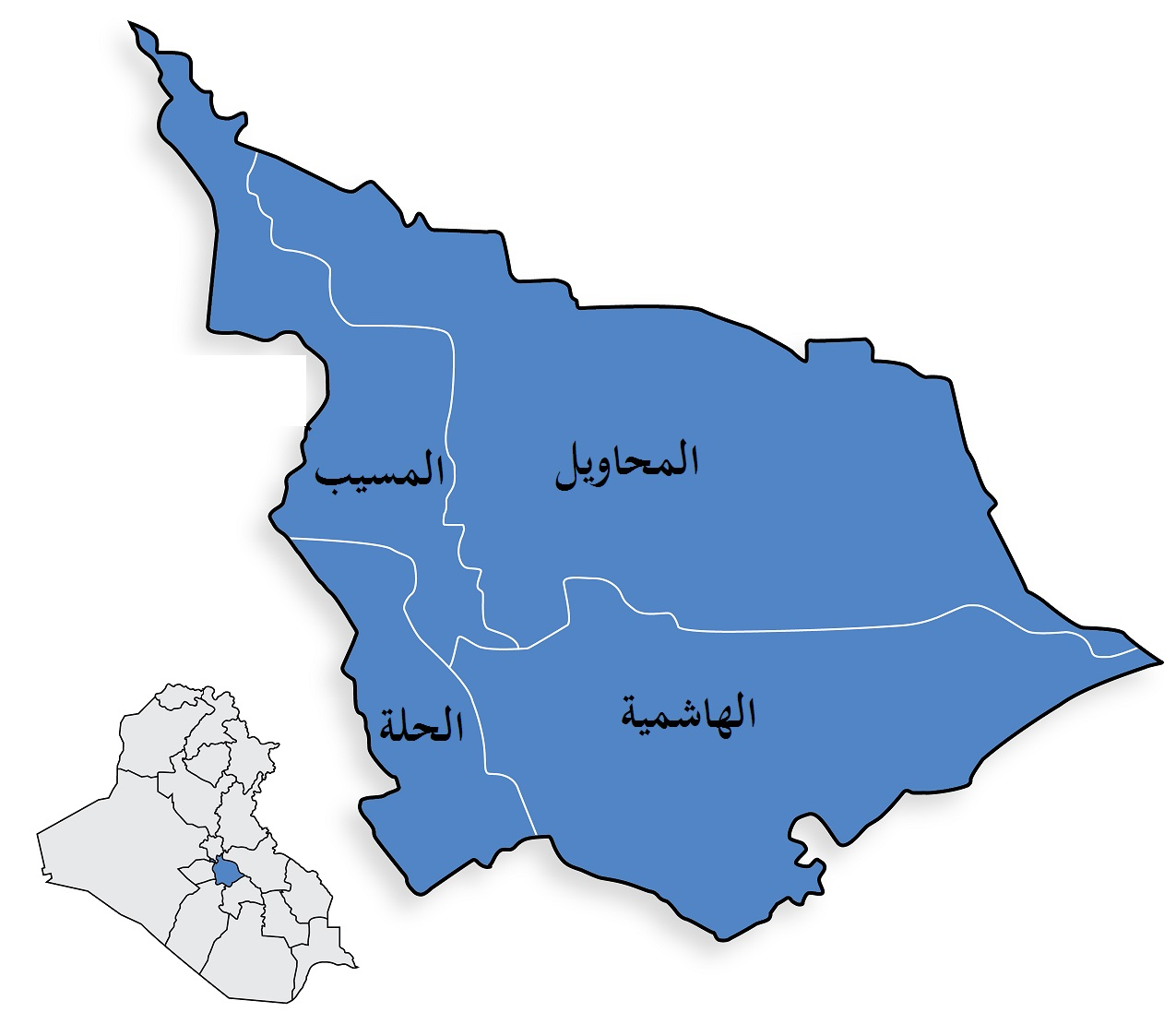

- قضاء الحمزة الغربي (المدحتية سابقا)
- قضاء القاسم
- قضاء كوثى
- قضاء الإسكندرية
- قضاء النيل
- قضاء الكفل

## محافظة بغداد
- جانب الرصافة
- قضاء الرصافة
- قضاء الأعظمية
- قضاء الشعب[1]
- قضاء الصدر الأول
- قضاء الصدر الثاني
- قضاء المدائن
- قضاء الحسينية (رسميا عام 2013)[2]

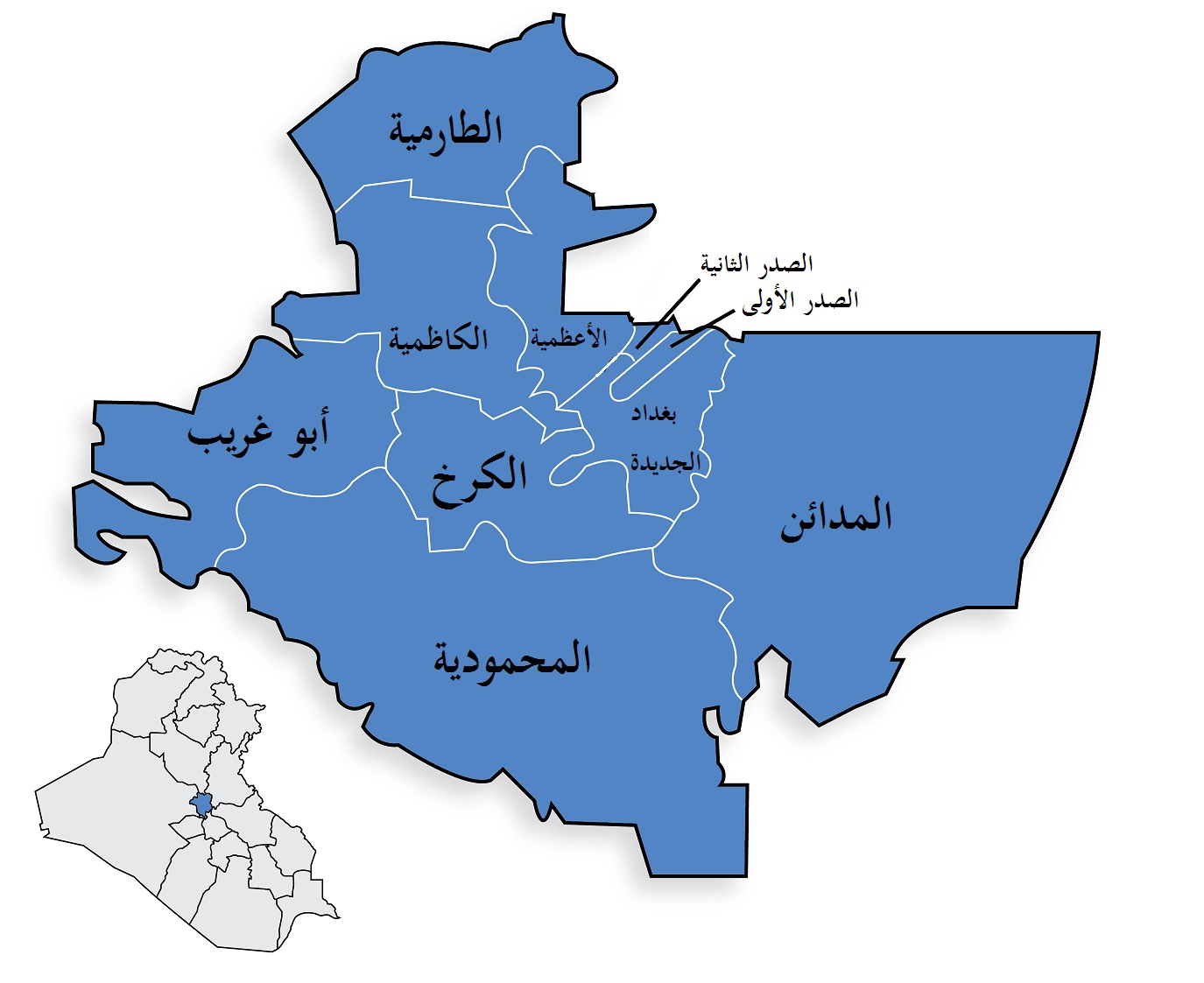

- قضاء الزوراء منطقة المعامل سابقاً،[3] (منذ سنة 2018)[4][5]

- جانب الكرخ
- قضاء الكرخ
- قضاء الكاظمية
- قضاء المحمودية
- قضاء أبي غريب
- قضاء الطارمية
- قضاء الشعلة

## محافظة البصرة

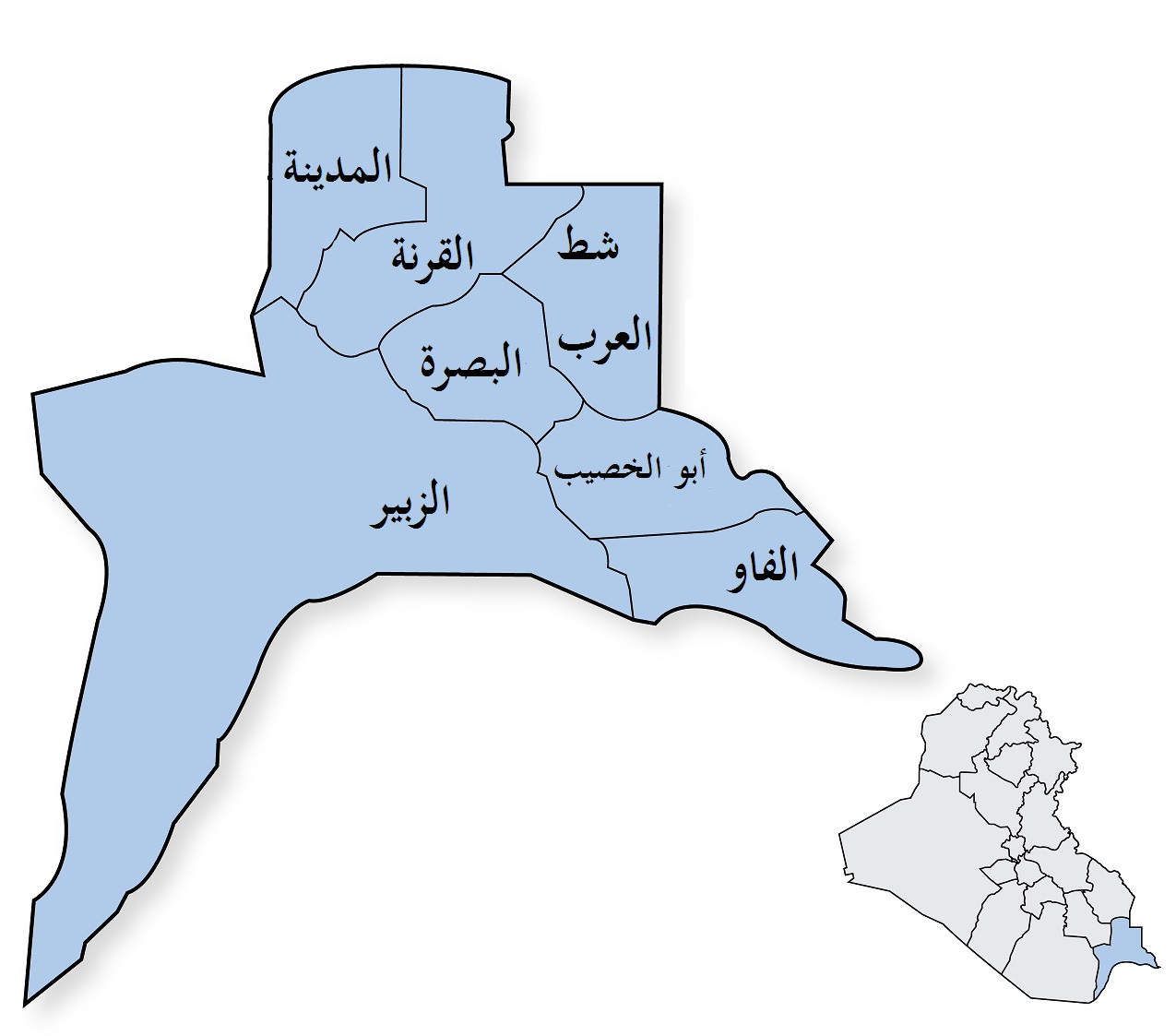

- قضاء البصرة
- قضاء الهارثة
- قضاء أبي الخصيب
- قضاء الزبير
- قضاء القرنة
- قضاء الفاو
- قضاء شط العرب
- قضاء المدينة
- قضاء سفوان
- قضاء الدير[6]

## محافظة ديالى

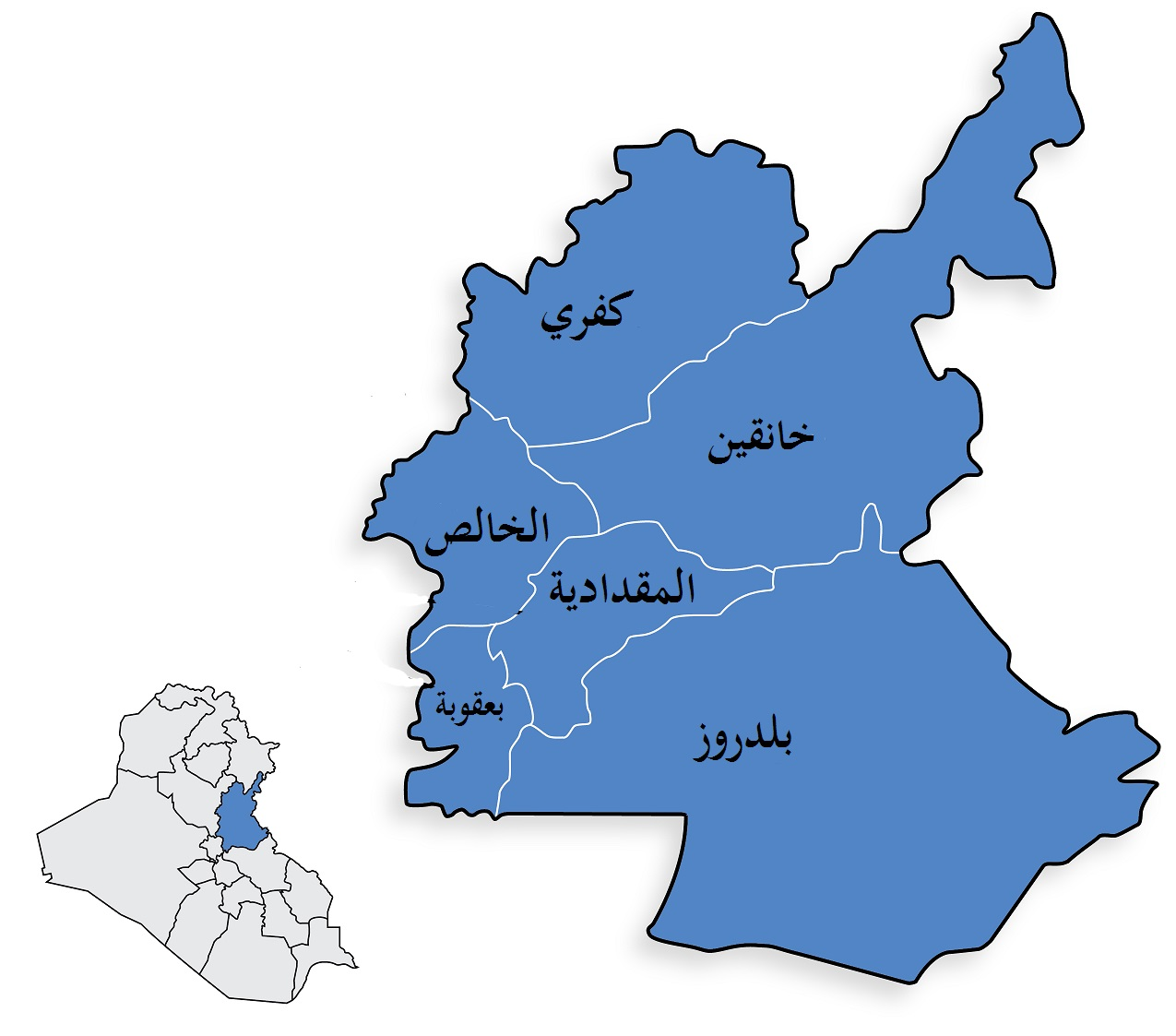

- قضاء بعقوبة
- قضاء المقدادية
- قضاء الخالص
- قضاء خانقين (ديالى)
- قضاء بلدروز
- قضاء كفري
- قضاء خان بني سعد
- قضاء مندلي[7][8]
- قضاء قرة تبة.[9]

## محافظة كربلاء

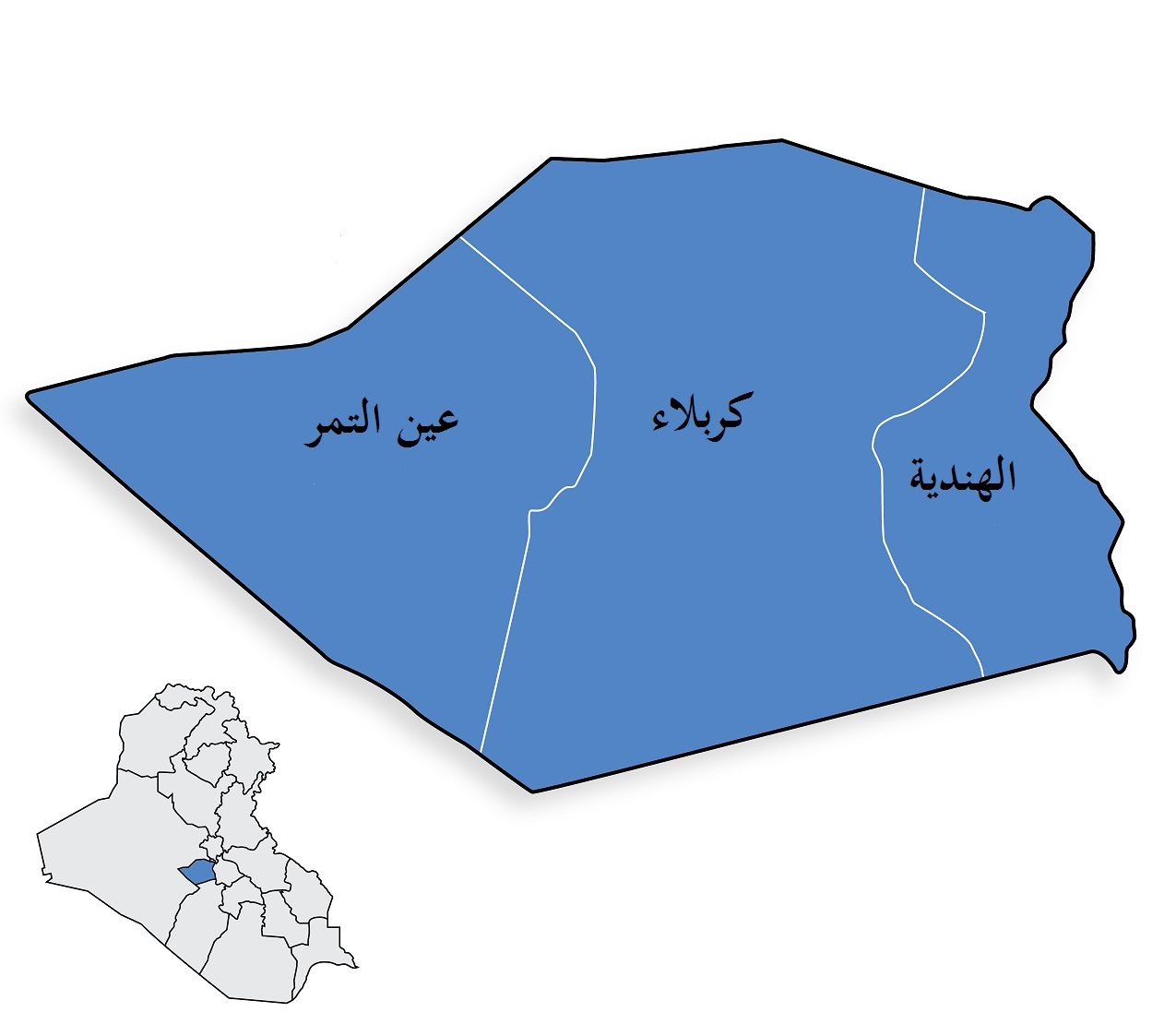

- قضاء كربلاء
- قضاء عين تمر
- قضاء الهندية
- قضاء الحر
- قضاء الحسينية

## محافظة دهوك

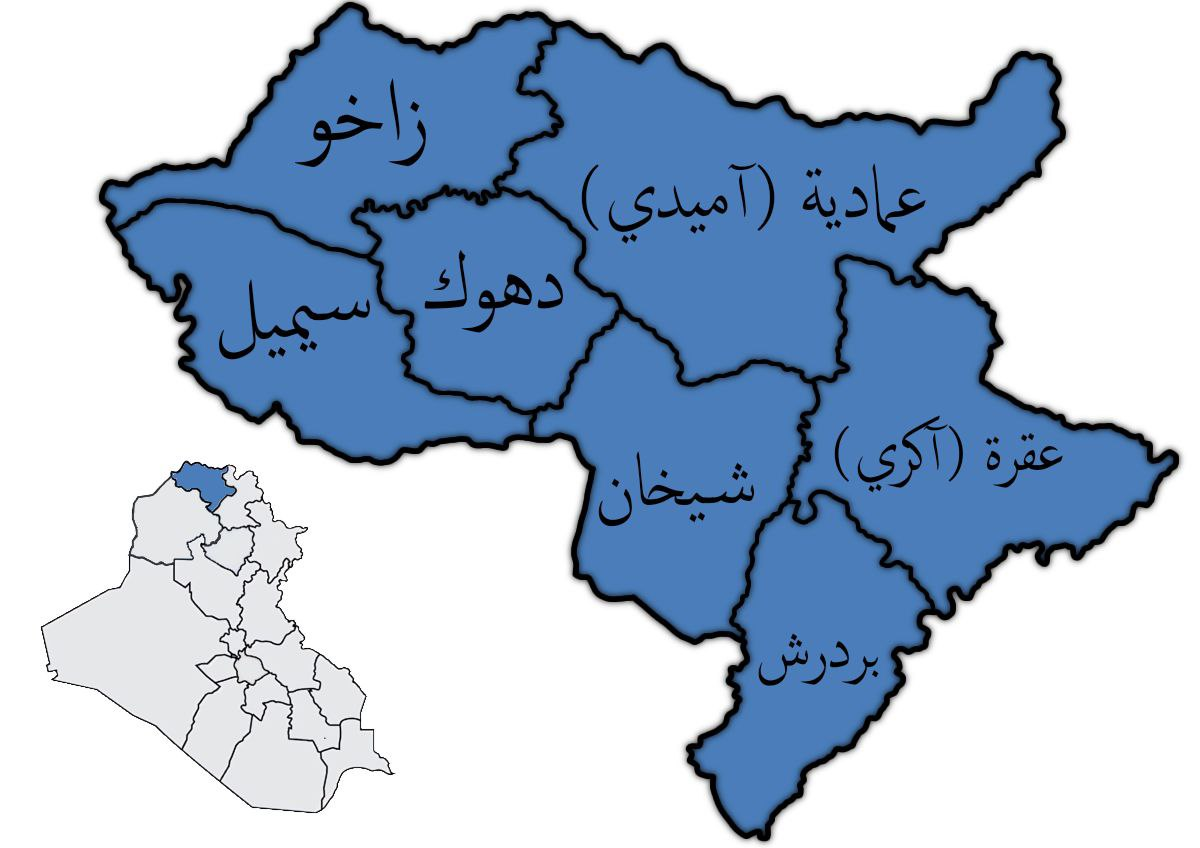
Dohuk District

- قضاء دهوك
- قضاء سميل
- قضاء زاخو
- قضاء العمادية
- قضاء عقرة
- قضاء الشيخان
- بردرش

## محافظة كركوك
- قضاء كركوك
- قضاء الحويجة
- قضاء داقوق
- قضاء دبس

## محافظة ميسان

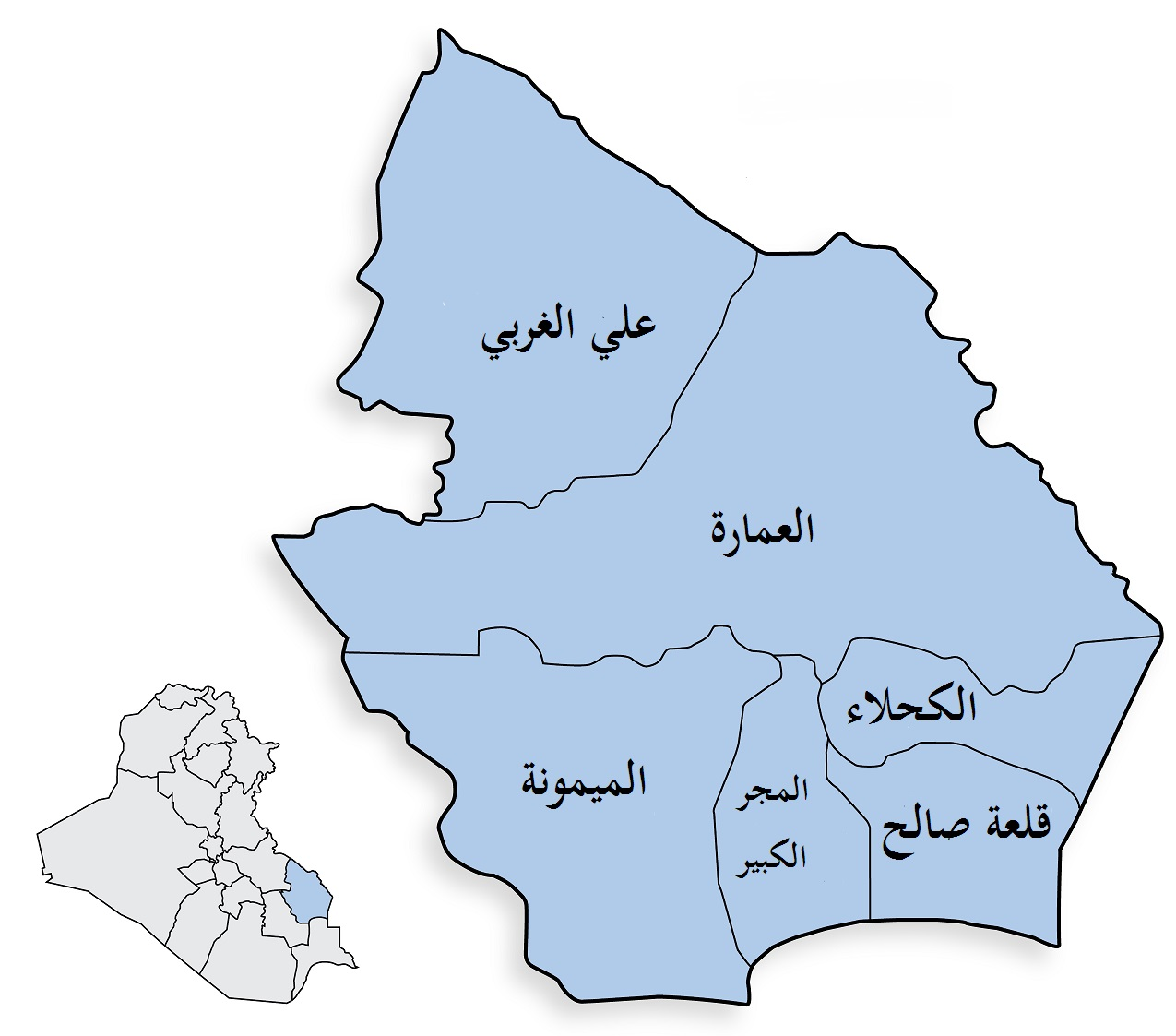

- قضاء العمارة
- قضاء علي الغربي
- قضاء الميمونة
- قضاء قلعة صالح
- قضاء المجر الكبير
- قضاء الكحلاء

## محافظة المثنى

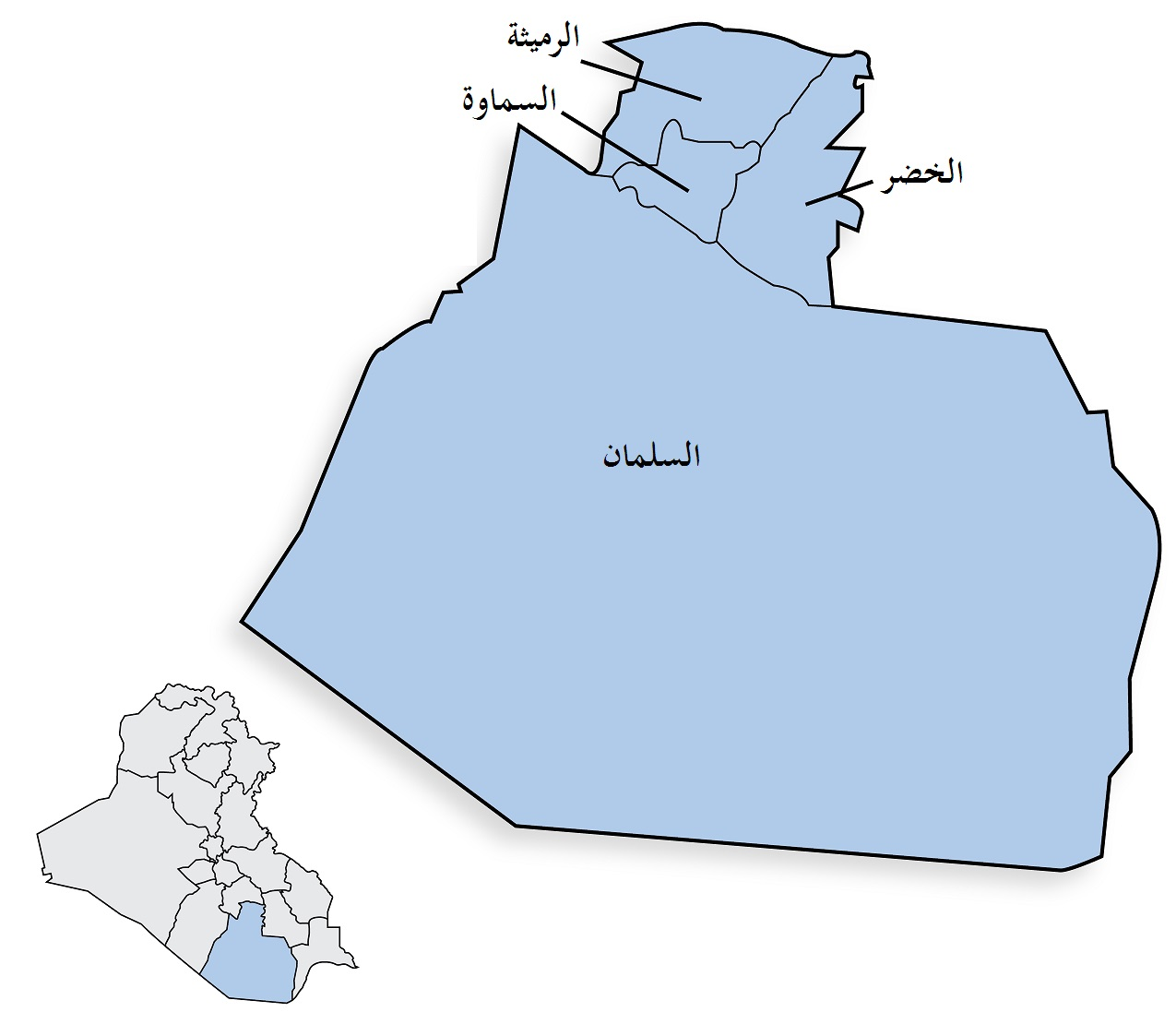

- قضاء السماوة (مركز المحافظة )
- قضاء الرميثة
- قضاء الخضر
- قضاء الوركاء
- قضاء السلمان

## محافظة أربيل
- قضاء أربيل
- قضاء بنصلاوة (دشتي هولير)
- قضاء سوران
- قضاء شقلاوة
- قضاء جومان
- قضاء كويسنجق
- قضاء ميركسور
- قضاء خبات

## محافظة النجف
- قضاء النجف (مركز المحافظة ):
  - مركز قضاء النجف
  - ناحية الرضوية
  - ناحية بانيقيا
  - ناحية الحيدرية
  - ناحية الشبكة
- قضاء الكوفة:
  - مركز قضاء الكوفة
  - ناحية العباسية
- قضاء المناذرة:
  - مركز قضاء المناذرة
  - ناحية الحيرة
- قضاء المشخاب:
  - مركز قضاء المشخاب
  - ناحية القادسية

## محافظة نينوى

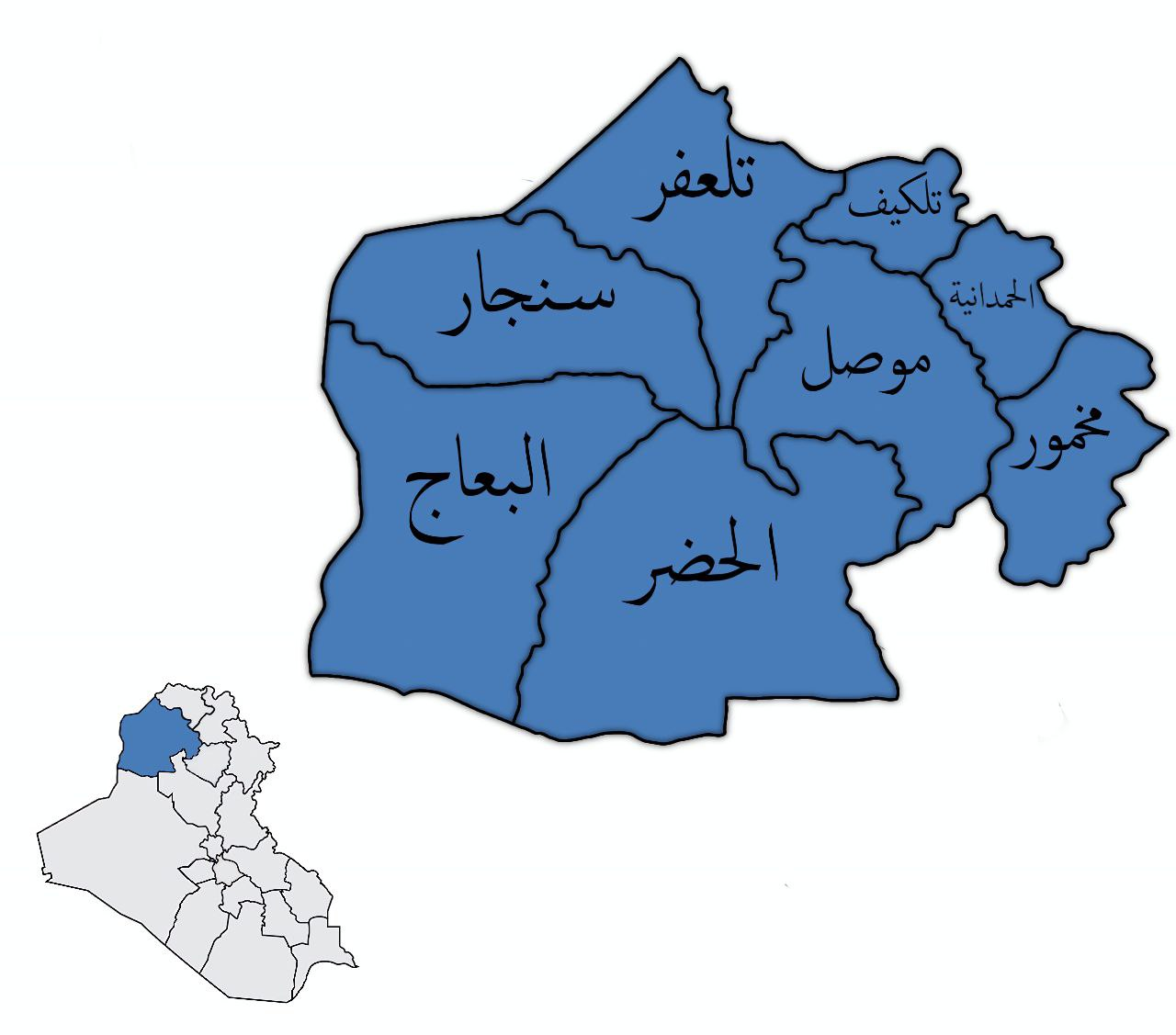
Nineveh District

- قضاء الموصل
- قضاء الحمدانية
- قضاء تلكيف
- قضاء سنجار
- قضاء تلعفر
- قضاء الحضر
- قضاء البعاج
- قضاء مخمور

## محافظة القادسية

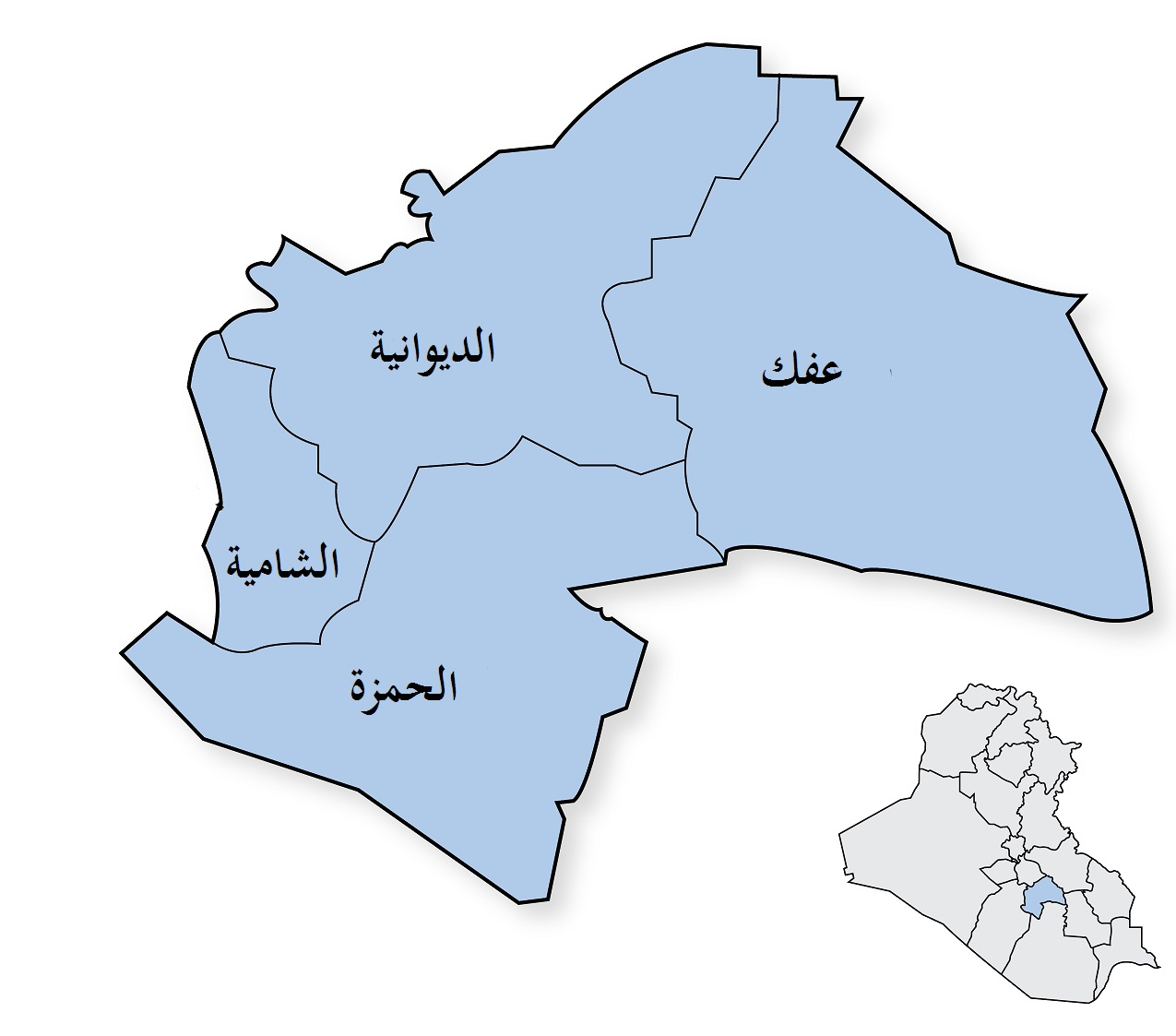

- الديوانية (مركز المحافظة )
- قضاء عفك
- قضاء الشامية
- قضاء الحمزة
- قضاء آل بدير
- قضاء سومر
- قضاء الدغارة
- قضاء نفر
- قضاء السنية
- قضاء الشافعية

## محافظة صلاح الدين

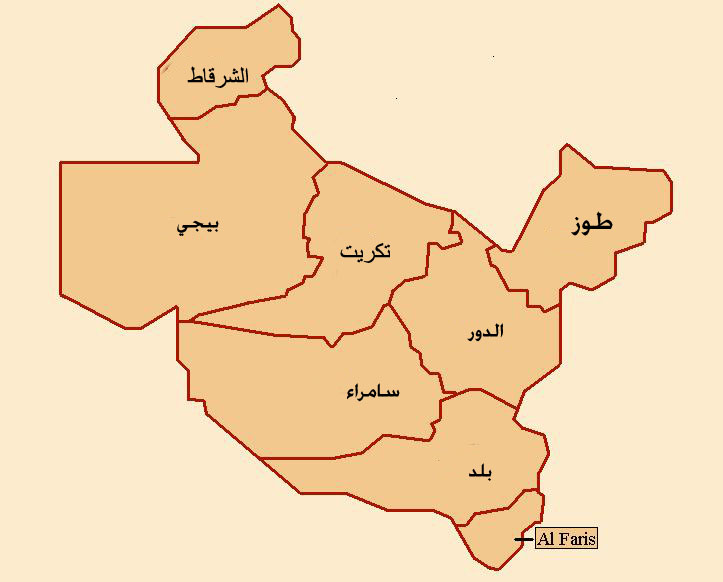

- قضاء تكريت (مركز المحافظة )
- قضاء طوز خورماتو
- قضاء سامراء
- قضاء بلد
- قضاء بيجي
- قضاء الدور
- قضاء الشرقاط
- قضاء الدجيل
- قضاء آمرلي[10]

## محافظة السليمانية
- قضاء السليمانية (مركز المحافظة )
- قضاء قره داغ
- قضاء شاربازير
- قضاء ماوت
- قضاء بشدر
- قضاء رانية
- قضاء دوكان
- قضاء دربندخان
- قضاء كلار
- قضاء جمجمال
- قضاء حلبجة
- قضاء شهرزور
- قضاء سيد صادق
- قضاء بنجوين

## محافظة ذي قار

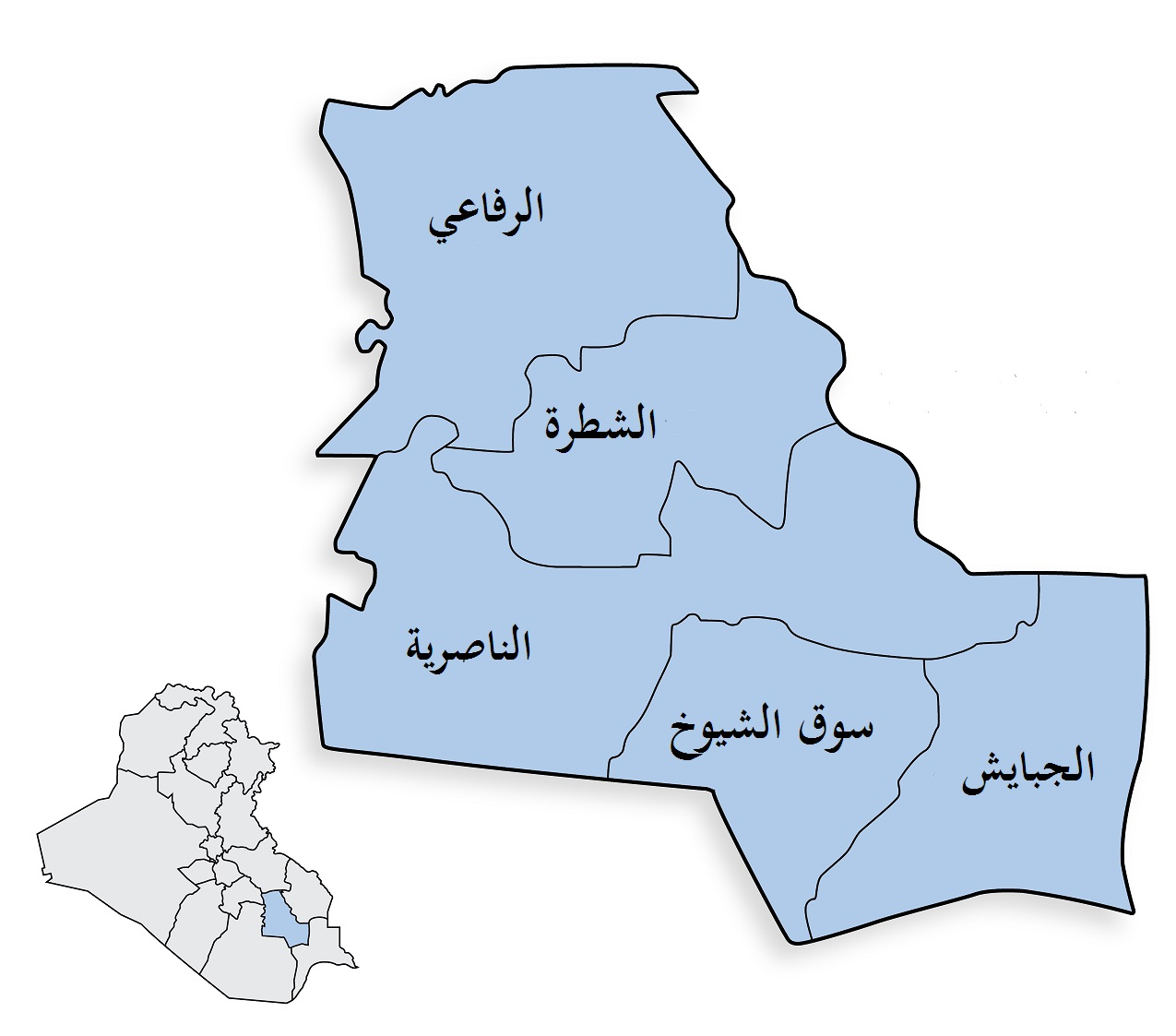

- قضاء الناصرية
- قضاء الرفاعي
- قضاء سوق الشيوخ
- قضاء الجبايش
- قضاء الشطرة
- قضاء الدواية
- قضاء الفهود[11]
- قضاء الفجر
- قضاء النصر
- قضاء الغراف
- قضاء قلعة سكر
- قضاء البطحاء
- قضاء كرمة بني سعيد

## محافظة واسط

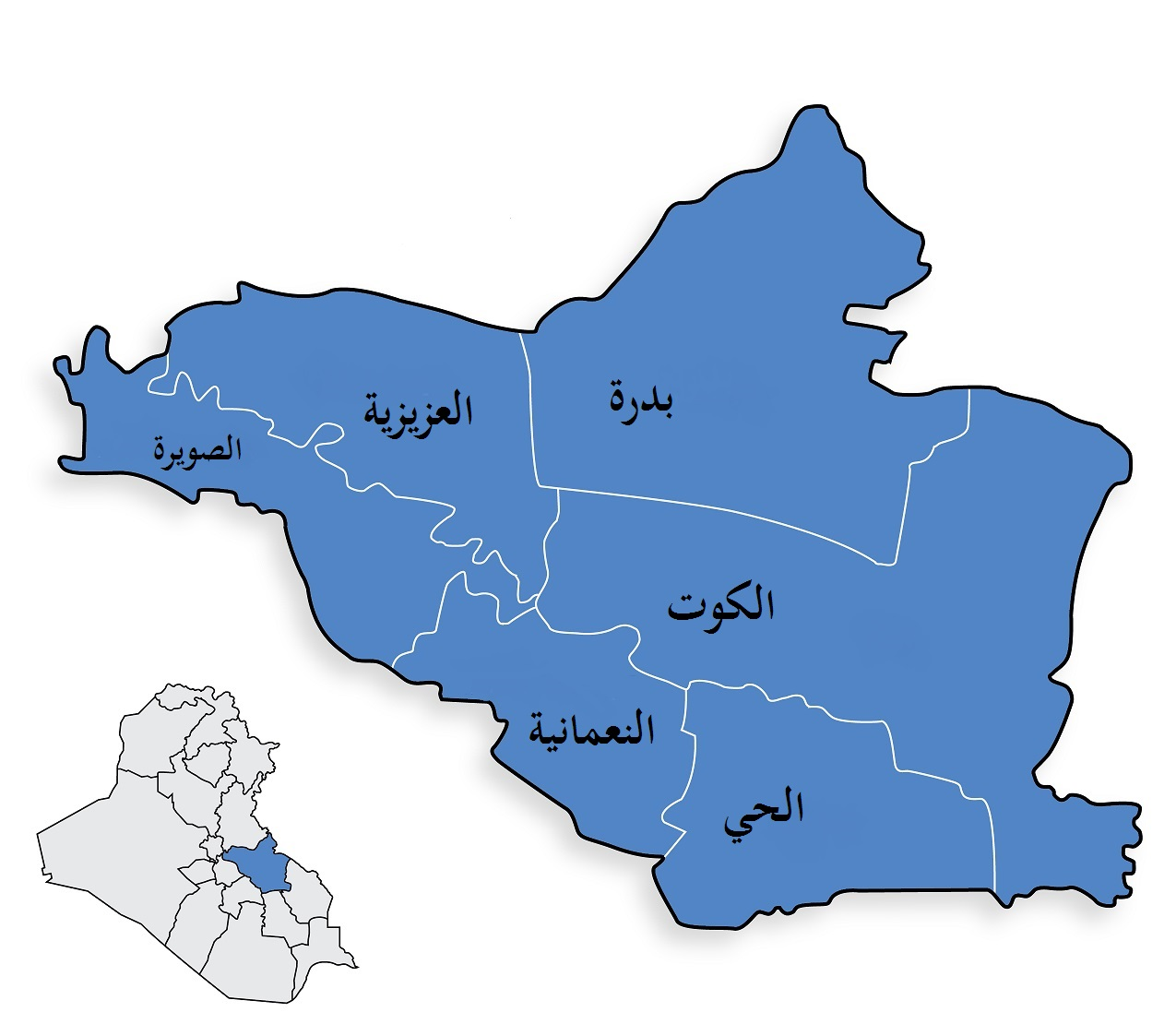
التقسميات السابقة لمحافظة واسط

- قضاء الكوت
- قضاء الصويرة
- قضاء العزيزية
- قضاء الحي
- قضاء النعمانية
- قضاء بدرة
- قضاء الزبيدية
- قضاء الموفقية
- قضاء الأحرار